# Sill

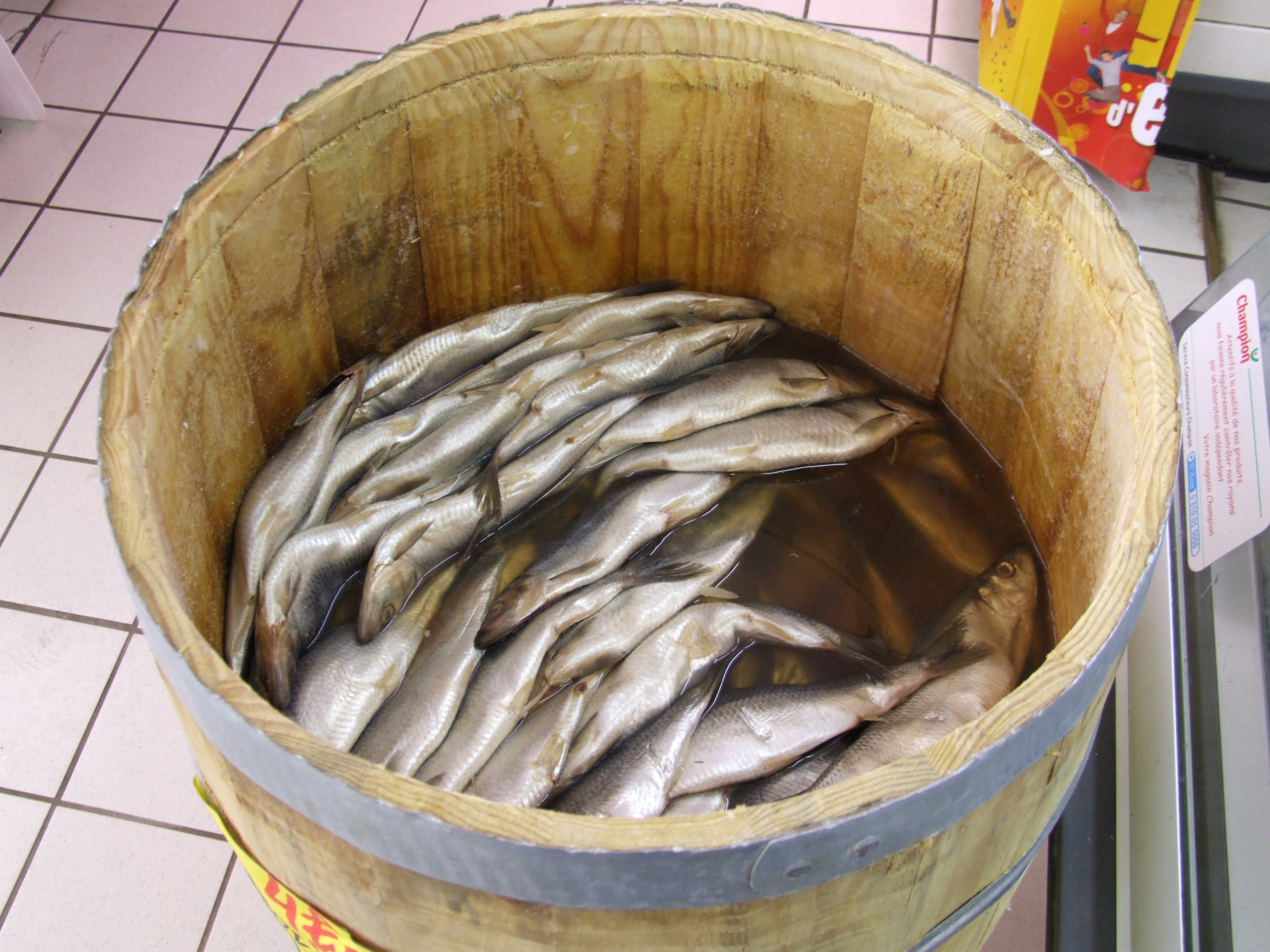
Sill i saltlake (saltsill).

Sill (Clupea harengus) är en art i familjen sillfiskar. Artnamnet "Harengus" är en latinisering av forngermanska "harinc", ty. Hering, en. "herring". Sill fångad norr om Kristianopel, i Östersjön, säljs under handelsnamnet strömming.
Sill är en av de vanligaste fiskarterna.[källa behövs] Den förekommer i stora stim på båda sidor av Atlanten. Den kan bli upp till 38 cm lång och uppnå en vikt av mer än ett halvt kilo. Sillen kan uppnå en ålder av 25 år, men den normala åldern är 10 år. Sillens föda består huvudsakligen av krill, hoppkräftor och mindre fiskar. Sillen är i sin tur bytesdjur för bland annat makrill, torsk, fisktärna, sillgrissla, sälar, valar och människor. 
Sill är en fet fisk och rik på bland annat nyttiga fleromättade fettsyror (omega 3).

## Förökning

Ett sillstim.

Normalt förekommer två mer framträdande lekperioder under året. Höst och vår leker sillen på ett vattendjup mellan 0 och ner till under 140 meter.[källa behövs] Höstlekande strömming, som anses ha dominerat fångsterna fram till mitten på 1900-talet minskade starkt under 1900-talets andra hälft och har visat tecken till att öka först nu på 2000-talet.[källa behövs]
Sillen söker sig till bankar ute i havet, men leker även direkt vid stränder inne vid kusten eller i skärgårdar. Strömmingen föredrar hårdare underlag men leker helst på styvare växtlighet. Den undviker helt mjukt underlag som lera. Däremot kan den lägga rommen på allt från sand, sten, berg, musslor till fingrenade alger.[källa behövs] För att avgöra om underlaget duger känner den av bottenmaterialet med sina bukfenor innan rommen eller mjölken släpps ut i portioner mellan vilka fisken lämnar botten för en kort stund. Huvuddelen av leken sker när vattentemperaturen är mellan cirka 8 och 11 grader.[källa behövs] I början på vårleken sker leken först nära kusten och flyttar sedan längre ut mot öppet hav där lämpligt temperaturintervall då påträffas. Höstlekande strömming leker främst längre ifrån kusten eftersom rätt temperatur mestadels påträffas längre ut under hösten.[källa behövs]
Befruktningsprocenten ligger oftast omkring 98–100 %,[källa behövs] och dödligheten är normalt låg under rommens utvecklingstid, omkring 5–10 %.[källa behövs] Fingrenade alger har visats påverka rommens överlevnad negativt på flera håll i Östersjön, framför allt i juni månad. Under 1900-talets senare decennier krympte lekområdena i utbredning på grund av ökad grumlighet i vattnet[källa behövs] och att algbältena därmed tvingades närmare ytan.

## Sillfiske
Sillfisket har sedan länge haft stor betydelse för ekonomin i många länder. Detta beror förutom på stor förekomst av sill också på att den då och då samlas i mycket stora stim nära kusten och då är förhållandevis lätt att fånga i stora mängder. För den medeltida Hansan var sillen en av de viktigaste ekonomiska inkomstkällorna.
Sillfiske har bedrivits med flera olika fångstmetoder, bland annat med drivgarn eller sättgarn som läggs ut över natten, snörpvad och trålfiske samt notdragning. Sillen har haft betydelse som betesfisk vid krokfiske efter torsk.
Ett betydande industrifiske har förekommit efter sill för tillverkning av fiskmjöl. Det har visat sig vara ett mindre bra sätt att ta till vara havets resurser. På flera håll har sillbestånden tidigare fiskats hårt och fiskestopp har fått införas då vissa bestånd riskerat att försvinna, till exempel islandssill och nordsjösill. Bestånden har dock återhämtat sig. Östersjösillens förekomst betraktades 2023 vara alarmerande låg och EU-kommissionen rekommenderade att allt riktat fiske av östersjösill stoppas 2024.

### Distribution och tillagning
I kundledet sorteras sillen i grupper efter styckevikten eller antalet sillar per kilo.
- 1 - 1–4 st/kg
- 2 - 5–8 st/kg
- 3 - 9–11 st/kg
- 4 - 12–20 st/kg

Norr om breddgrad 59° 30'
- 4 - 12–27 st/kg
- 5 - 12–32 st/kg

Sill säljs traditionellt i en tunna, men även konserver är vanliga.

## Strömming

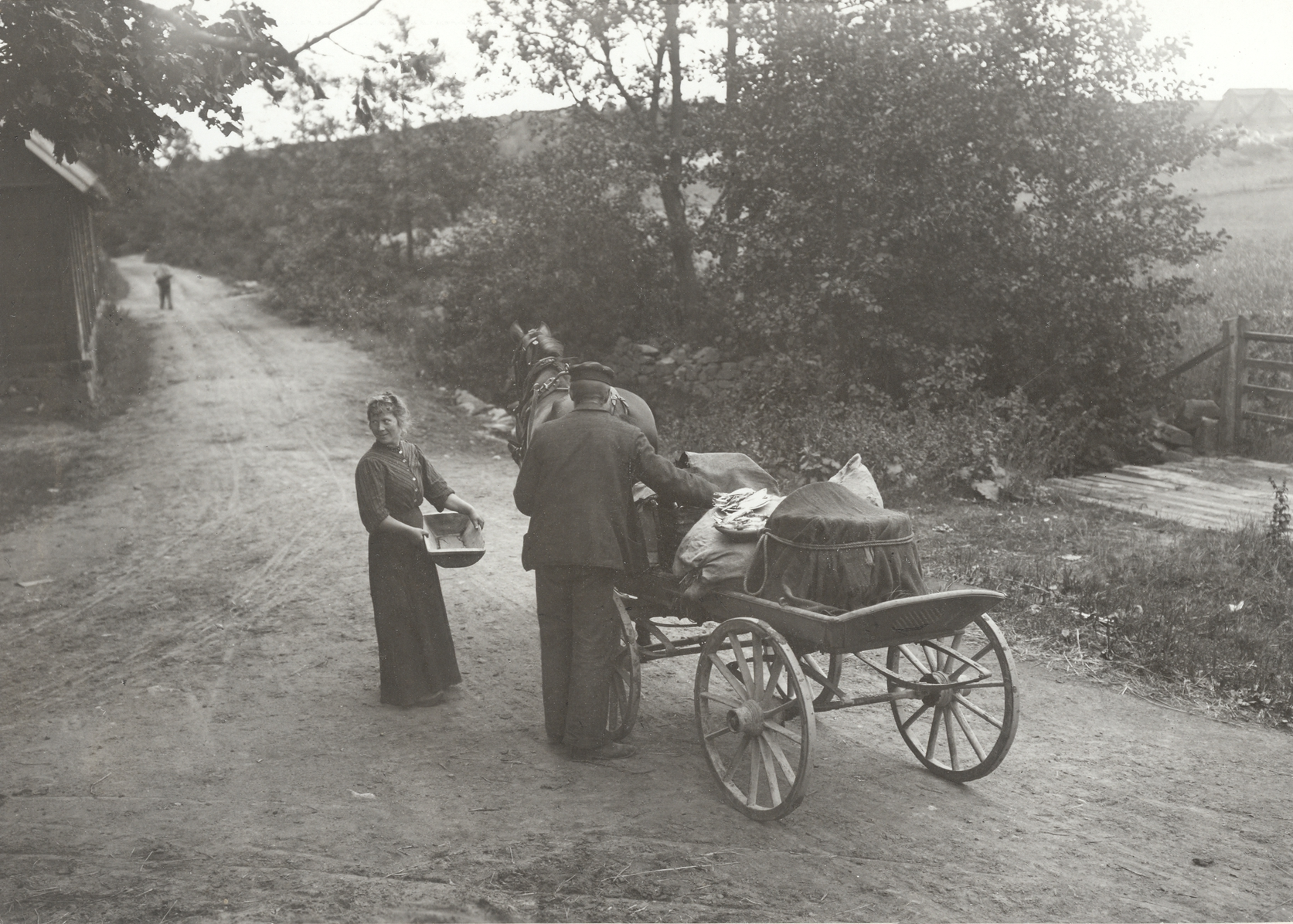
Sillhandel på landsvägen. Hallarum, Blekinge 1904.

Traditionellt har namnet strömming använts för sill fångad i större delen av Östersjön. På en kunglig begäran från 1500-talet drog man en gräns där sill fångad öster om en linje mellan Kalmar och den polska kusten (alternativt norr/öster om Kristianopel eller norr om den södra delen av Kalmarsund) skulle kallas strömming. Det svenska namnet strömming har ett okänt ursprung, men tros komma från fornsvenskans strömling eller från en förminskningsform av ordet strömil, som beskriver en som far fram i flock, och som ytterst är avlett av 'strömma'. Skärströmming eller skärsill kallas sådan strömming fångad i svenska skärgården eller inomskärs. Namnet strömling (ej att förväxla med den centraleuropeiska karpfisken strömling) finns även i andra språk som talas längs Östersjön och Nordsjön. Ordet strömming används företrädesvis i östra Sverige från Smålandskusten och norrut samt på Åland, Gotland och i svenska Finland.
"Strömmingen", östersjösillen, skiljer sig från västkustsillen genom färre ryggkotor, ett längre huvud och lägre fetthalt. Forskarna har länge menat att dessa skillnader är rent miljöbetingade och beror på att Östersjöns låga salthalt utsätter enskilda sillar för stress. När sillens och strömmingens genetik studerades närmare visade det sig dock finnas genetiska skillnader mellan sill och strömming.

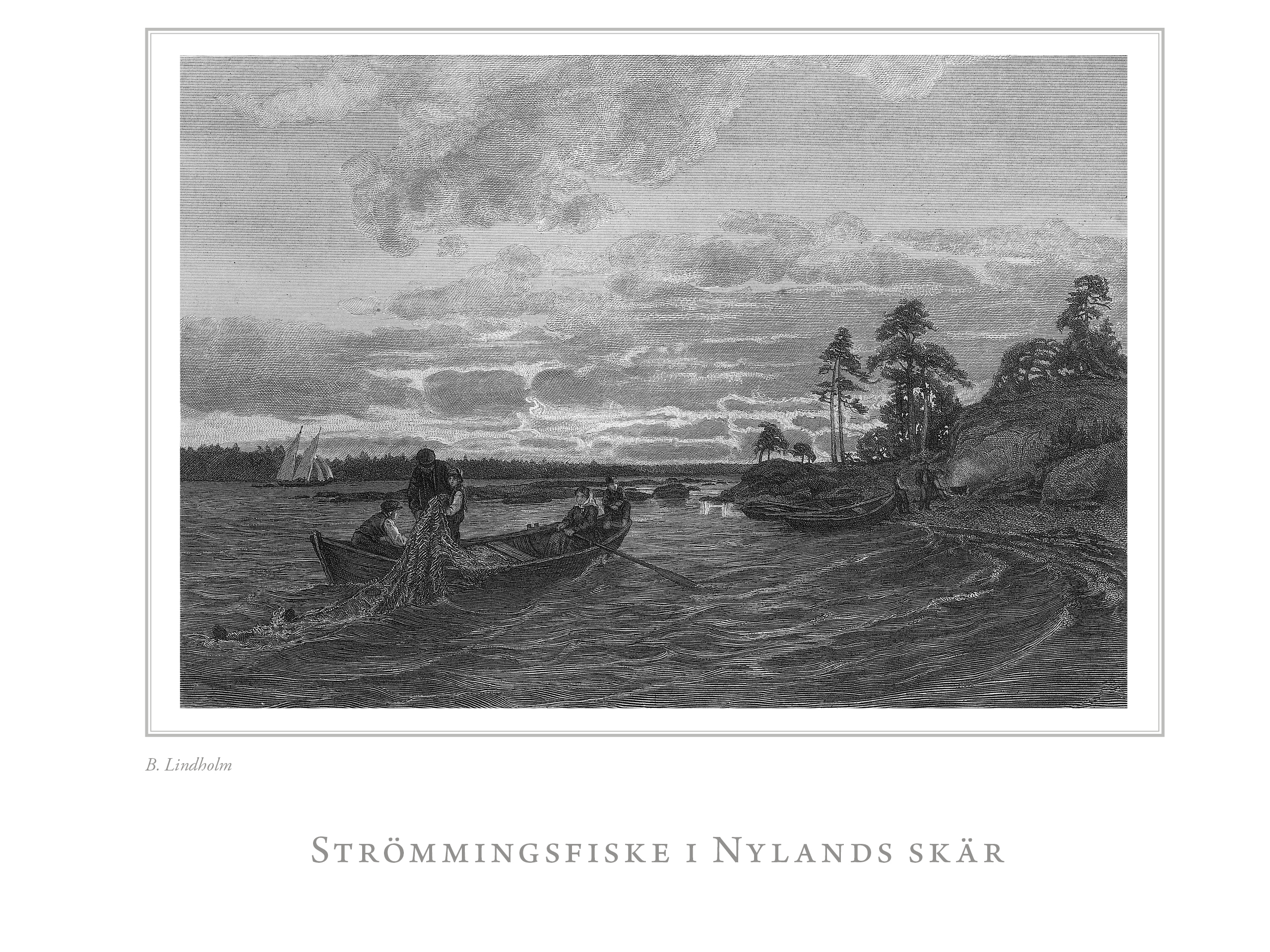
Strömmingsfiske i Nylands skärgård på 1800-talet, från En resa i Finland.

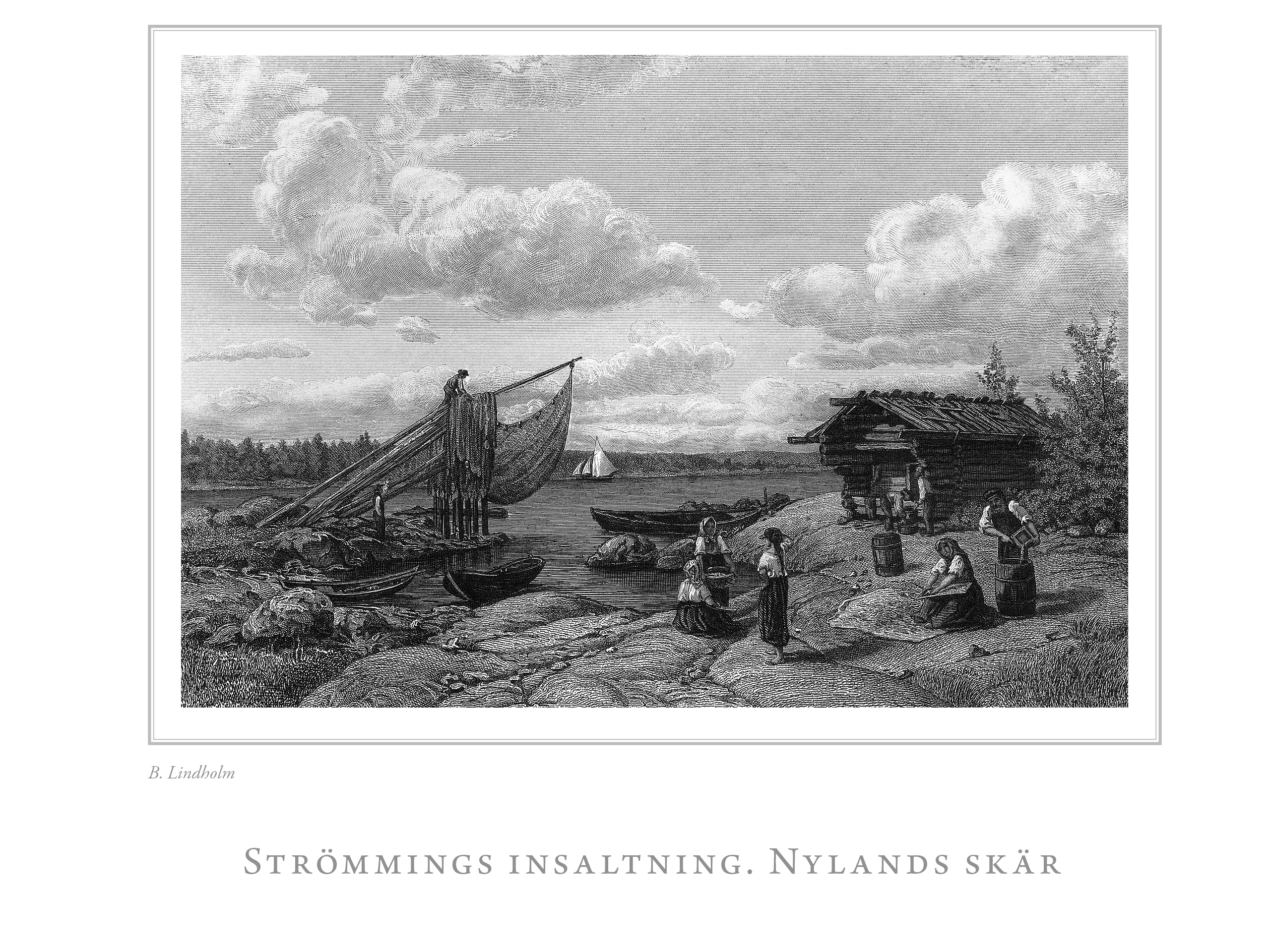
Insaltning av strömming i Nylands skärgård i mitten av 1800-talet, från En resa i Finland.

En sill från Västerhavet har ett förhållandevis kort huvud jämfört med en strömming från Östersjön. Östersjösillen är som vuxen kortare och har en längd på 14-16 cm (dock upp till 38 cm), jämfört med västkustsillens normalt 25-30 cm, och har färre ryggkotor, 54-57 (i genomsnitt 54,7), medan västkustsillen har 56-59 (i genomnsitt 57,1).
Den största kända strömming som fångats i Östersjön var 51 cm och vägde över ett kilo.[källa behövs]
Strömmingen äter främst hinn- och hoppkräftor, framförallt som ung, men som vuxen även pungräkor, märlkräftor och ibland även småströmming.
Historiskt har man i Gävlebukten fångat storväxt strömming vid midsommartid. När forskare analyserade dessa storväxta individer fann de att de skiljer sig genetiskt och att de i stället för att äta plankton livnär sig på mindre fiskar och man kallar dem därför för rovströmming. 